# Evangelische Kirche (Oberissigheim)

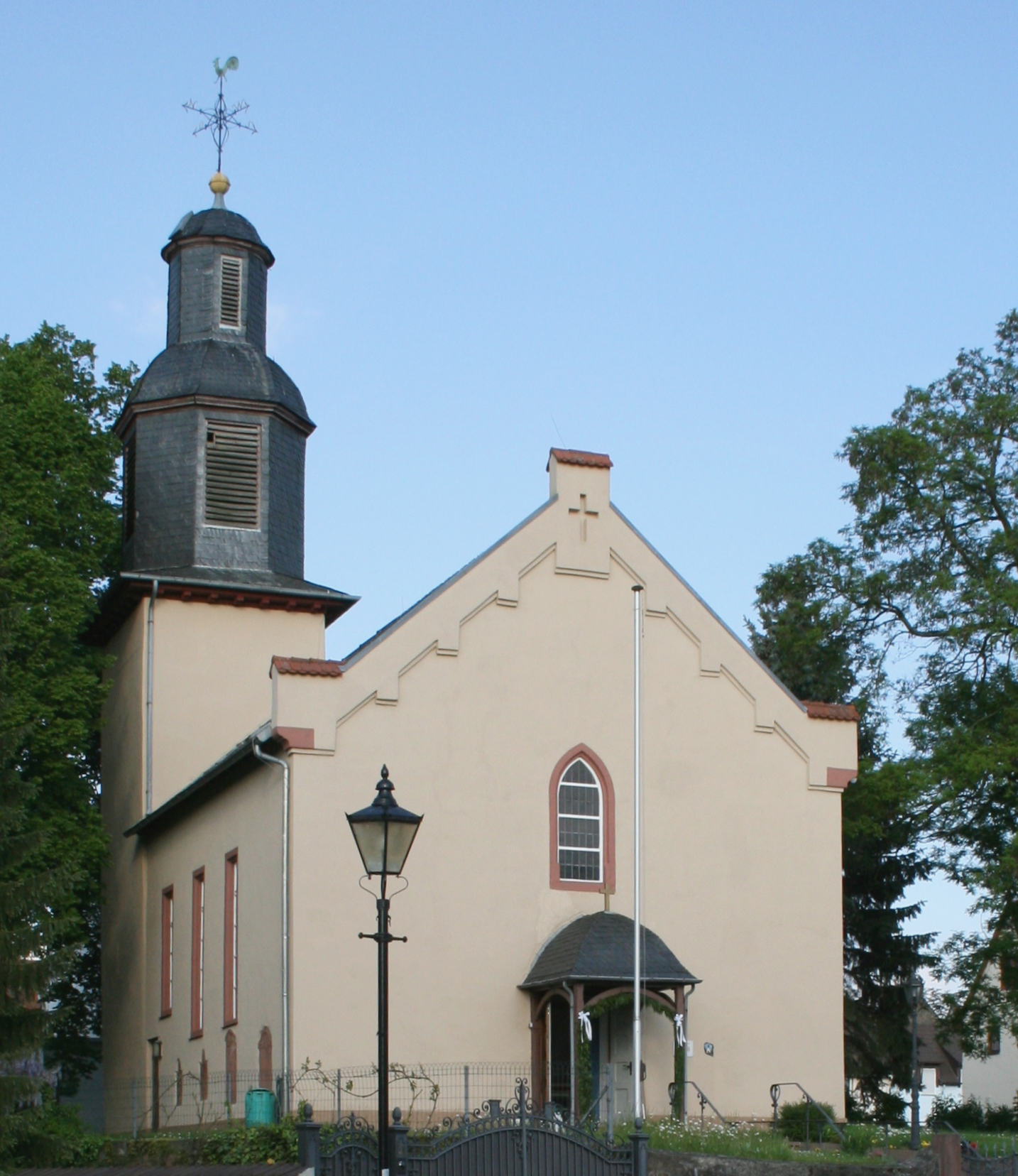
Evangelische Kirche (Oberissigheim)

Die Evangelische Kirche Oberissigheim ist ein denkmalgeschütztes Kirchengebäude in Oberissigheim, einem Stadtteil der Stadt Bruchköbel im Main-Kinzig-Kreis in Hessen. Sie gehört zur Kirchengemeinde Issigheim im Kirchenkreis Hanau im Sprengel Hanau-Hersfeld der Evangelischen Kirche von Kurhessen-Waldeck.

## Beschreibung
Die ältesten Teile der spätgotischen Saalkirche sind der dreiseitig geschlossene Chors im Osten und der Kirchturm an seiner Nordseite, die bereits in der zweiten Hälfte des 15. Jahrhunderts gebaut wurden. Das Kirchenschiff brannte 1637 nieder. Es wurde 1663 wiederhergestellt und 1721 in Teilen erneuert. 
Der Kirchturm erhielt seinen schiefergedeckten, achteckigen, zweigeschossigen Helm, der den Glockenstuhl beherbergt um 1800. Die dort hängende Kirchenglocke wurde 1899 von Philipp Heinrich Bach gegossen. Das Portal in der Fassade im Westen wurde 1898 gestaltet. 
Die Orgel mit zehn Registern, zwei Manualen und Pedal wurde 1891 von den Gebrüdern Ratzmann gebaut.